# Dorothy Payne Whitney
Dorothy Payne Whitney (Washington, 23 gennaio 1887 – Dartington, 14 dicembre 1968) è stata una filantropa e editrice statunitense.

## Biografia
Era la figlia di William Collins Whitney, Segretario della Marina, e di sua moglie, Flora Payne, figlia del senatore Henry B. Payne e sorella del colonnello Oliver Hazard Payne, tesoriere della Standard Oil Company. 
Ha frequentato la Chapin School. 
All'età di 17 anni, entrò in possesso di 15000000 $ (equivalente a 408555556 $ nel 2017), in seguito alla morte del padre.
Una delle donne più ricche d'America all'inizio del XX secolo, Dorothy era una filantropa e attivista sociale che sosteneva i sindacati delle donne e le organizzazioni educative e caritatevoli come la Junior League. 
Divenne la prima presidentessa dell'Associazione delle Juniores Leagues International nel 1921. 
Insieme al marito, fondò il settimanale The New Republic e la New School for Social Research.
Era una benefattrice delle cause artistiche, femministe e pacifiste, nonché delle riforme sociali e del lavoro. 
Ha prestato sostegno finanziario all'educazione alternativa progressiva più la ricerca accademica. 
Nel 1937, creò la William C. Whitney Foundation in onore di suo padre.

## Matrimoni

### Primo matrimonio
Nel 1911 sposò Willard Dickerman Straight (1880-1918), figlio di Henry H. Straight, un importante uomo d'affari nel commercio internazionale a Pechino. Ebbero tre figli:
- Whitney Willard Straight (1912-1979), che sposò Lady Daphne Margarita Finch-Hatton[6];
- Beatrice Whitney Straight (1914-2001), sposò in prime nozze Louis Dolivet e in seconde nozze Peter Cookson[7][8];
- Michael Whitney Straight (1916-2004), sposò in prime nozze Belinda Crompton, in seconde nozze Nina Gore Auchincloss, e in terze nozze Katharine Gould[9].

Suo marito morì di influenza durante l'influenza spagnola mentre serviva nell'esercito degli Stati Uniti in Francia durante la prima guerra mondiale. Straight chiese a sua moglie di continuare la sua opera filantropica e nel 1925 costruì Willard Straight Hall, un edificio studentesco dedicato alla memoria del defunto marito.

### Secondo matrimonio
Nel 1920, incontrò Leonard Knight Elmhirst (1893-1974), un inglese di una famiglia di proprietari terrieri dello Yorkshire, che studiava agricoltura alla Cornell University, e stava cercando supporto per il Cosmopolitan Club di Cornell che forniva servizi per studenti stranieri. Si sposarono nell'aprile del 1925 e si imbarcarono in piani ambiziosi per ricreare la vita della comunità rurale a Dartington Hall nel Devon. Ebbero due figli:
- Ruth Elmhirst (1926-1986), sposò Maurice Ash[12][13]
- William Elmhirst (1929)

A Dartington fondò il Dartington College of Arts e la Dartington International Summer School. 
Il 25 aprile 1935 rinunciò alla cittadinanza americana.

## Morte
Dorothy morì il 14 dicembre 1968 a Dartington Hall.